# (398) Admete
(398) Admete – planetoida z pasa głównego asteroid okrążająca Słońce w ciągu 4 lat i 195 dni w średniej odległości 2,74 j.a. Została odkryta 28 grudnia 1894 roku w Observatoire de Nice w Nicei przez Auguste Charloisa. Nazwa planetoidy pochodzi od Admete, która była kapłanką Hery w mitologii greckiej. Przed jej nadaniem planetoida nosiła oznaczenie tymczasowe (398) 1894 BN.